# Špičky
Špičky (in tedesco Speitsch) è un comune della Repubblica Ceca facente parte del distretto di Přerov, nella regione di Olomouc.